# فريتز فيرست
فريتز فيرست (بالألمانية: Fritz Fürst)‏ هو لاعب كرة قدم ألماني، ولد في 3 يوليو 1891 في ميونخ في ألمانيا، وتوفي في 8 يونيو 1954. شارك مع منتخب ألمانيا لكرة القدم. أما مع النوادي، فقد لعب مع بايرن ميونخ.

## وصلات خارجية
- فريتز فيرست على موقع قاعدة بيانات كرة القدم.إي يو (الإنجليزية)
- فريتز فيرست على موقع ناشيونال فوتبول تيمز (الإنجليزية)
- فريتز فيرست على موقع عالم كرة القدم.نت (الإنجليزية)